# Abdulla al-Marri
Abdulla Ali al-Marri (arabisch عبد الله علي المري, DMG ʿAbd Allāh ʿAlī al-Marrī; geboren 1992) ist ein katarischer Fußballschiedsrichter.

## Karriere
Sein Debüt in der Qatar Stars League hatte er am 1. Oktober 2014, am 6. Spieltag bei einer Partie zwischen al-Arabi und al-Kharitiyath. Nebst dem leitete er auch in den Spielzeiten 2016/17, 2017/18 und 2019/20 jeweils ein Spiel der laufenden schweizerischen Challenge-League-Saison.
International war leitete er schon einige Spiele der AFC Champions League, als auch ein Länderspiel zwischen Island und Estland am 15. Januar 2019. Nebst dem war er aber auch mehrfach als Schiedsrichterassistent und besonders als Video-Assistent in Länderspielen (unter anderen beim FIFA-Arabien-Pokal 2021) zuletzt unterwegs. Bei der Weltmeisterschaft 2022 soll er als Videoschiedsrichter zum Einsatz kommen.
Zudem wurde er als Videoschiedsrichter bei der Fußball-Asienmeisterschaft der Frauen 2022 in Indien eingesetzt.